# Wayne Arendse
Wayne Arendse (sinh ngày 25 tháng 11 năm 1984 ở Cape Town, Western Cape) là một hậu vệ bóng đá người Nam Phi thi đấu cho câu lạc bộ Premier Soccer League Mamelodi Sundowns. Anh thi đấu cho Engen Santos 6 năm trước khi gia nhập Mamelodi Sundowns vào tháng 7 năm 2012.

## Sự nghiệp quốc tế
Anh ra mắt cho Nam Phi năm 2012 và từng thi đấu một trận.